# 奉恩将军
奉恩将军（穆麟德轉寫：kesi-be tuwakiyara janggin），是中國清朝時的爵名。為宗室封爵的第十級，在奉国将军之下，为最末等一级。
奉恩将军品秩相当于武职正四品，顺治六年（1649年），设立奉恩将军，位居九爵之末奉国将军之后，顺治十年（1653年），奉恩将军子孙世袭此爵。乾隆十三年（1748年），列爵十四等。乾隆二十六年（1761年），因为之前的制度，以其嫡妻所生之子二十岁即封奉恩将军，过于优厚；改为赏给五品虚銜，待袭爵。奉恩将军的正妻，封为恭人。爵有出缺，以恭人所生之子承袭，如果没有嫡子，也可以由庶子袭爵。奉恩将军其余的儿子，全部为闲散宗室。